# Križni obok
Križni obok (ali križnogrebenasti obok, včasih znan tudi kot dvojni banjast obok) nastane s pravokotnim križanjem dveh banjastih obokov enake višine, to pomeni, da je sestavljen iz štirih obočnih kap. Presečne stike imenujemo grebeni. Včasih so oboki križnih obokov šiljasti namesto okrogli. V primerjavi z banjastim obokom, križni obok zagotavlja dobro ekonomijo materiala in dela. Pritisk je koncentriran vzdolž reber oziroma grebenov (štirje diagonalni robovi, ki nastanejo vzdolž točk, kjer se sekajo banjasti oboki), zato je treba pritiske loviti le njegovih štirih vogalih (stebrih), stranske sile pa oporni zidovi ali oporniki.
Konstrukcijo križnih obokov so najprej izkoriščali Rimljani, nato pa je v Evropi uporaba zamrla do ponovnega vzpona kakovostne kamnite gradnje, ki jo je prinesla karolinška in romanska arhitektura. Izpodrinili so jih prožnejši rebrasti oboki gotske arhitekture v poznejšem srednjem veku. Zaradi geometrije prečnih reber (običajno eliptičnih v prerezu), ki jih je bilo težko natančno zgraditi, je križni obok zahteval veliko spretnosti pri rezanju kamna, da je tvoril lep izgled. Ta težava je poleg opažev, potrebnih za izdelavo takšnih konstrukcij, privedla do tega, da je rebrasti obok nadomestil križni obok kot prednostna rešitev za zaprtje prostora v gotski arhitekturi.
Metoda gradnje je bila še posebej pogosta v kleteh ali v pritličju za skladišča.

## Zgodovina
Medtem ko je bil v zelo zgodnji arhitekturi, vključno z rimskimi in celo zgodnejšimi civilizacijami, banjasti obok pogostejši kot križni obok, so Rimljani razvili križni obok za široko uporabo v različnih strukturah, nekaterih s precejšnjo širino razpona. Prvi križni obok v Evropi je v Delfih zgradil pergamonski kralj Atal I. Soter nekje med letoma 241 in 197 pr. n. št., zelo verjetno leta 223 pr. n. št. Uporaba križnih  obokov v velikih dvoranah, kot je frigidarij v Karakalovih in Dioklecijanovih termah, je v srednjem veku postala zelo vplivna v cerkveni arhitekturi. Težnje cerkvene gradnje so takrat dosegle svoj vrhunec in križni obok se je agresivno uporabljal zaradi njegove sposobnosti ustvarjanja moči, brez masivnih podpornih konstrukcij; poleg tega je cerkvenim arhitektom zagotovil rešitev za šibko osvetlitev, ki je značilna za zasnovo banjastega oboka, saj je moral ta čim bolj zmanjšati odprtine, da je ohranil ustrezno moč.
Strukturni inženirji 20. stoletja so preučevali sile statične napetosti pri zasnovi križnega  oboka in potrdili predvidevanje Rimljanov pri učinkoviti zasnovi za doseganje številnih ciljev minimalne porabe materialov, širokega razpona konstrukcije, sposobnosti doseganja bočne osvetlitve in izogibanja bočne napetosti. Izjemna sodobna zasnova je največja evropska železniška postaja Hauptbahnhof v Berlinu, ki ima vhodno zgradbo s stekleno zasnovo križnega oboka.

## Primerjava z drugimi oblikami oboka
|  |  |

Konstrukcijo križnega oboka je mogoče najlažje razumeti z vizualizacijo presečišča dveh banjastih obokov pod pravim kotom, ki se združita in tvorita v tlorisu kvadrat. Nastala štiri rebra prenašajo napetostno obremenitev na štiri vogale ali stebre. Kompleksnejši križni obok je v primerjavi s banjastim sam po sebi močnejša zasnova, saj mora konstrukcija banjastega oboka počivati na dolgih stenah, kar ustvarja manj stabilne bočne napetosti, medtem ko lahko zasnova križnega oboka usmerja napetosti skoraj povsem navpično na stebre. Običajna povezava obokanja v cerkvah srednjega veka vključuje ladjo v obliki banjastega oboka s transepti s križnimi oboki. Rebrasti oboki spominjajo na križne, vendar imajo strukturna rebra, ki potekajo vzdolž kotov, ki nosijo veliko teže, kar omogoča veliko večje variacije proporcij.

## Primeri
- Karakalove terme, Rim, Italija, zgodnje 3. stoletje našega štetja, 32,9 metra visoka struktura.[8]
- Palatinska kapela Karla Velikega v Aachnu v Nemčiji
- Santa Maria Maggiore di Firenze, Firence, Italija, cerkev iz 11. stoletja.[9]
- Bazilika svetega Ambroža, Milano, Italija
- Stara stolnica v Coimbri, Coimbra, Portugalska, stranski ladji, 12. stoletje
- Grad Muchalls, Škotska, sobe v pritličju iz 14. stoletja
- vse zgodnje ruske palače, vključno s Fasetno palačo (1487–91)
- Cerkev sv. Trifona na primestnem posestvu Ivana III. v Naprudnem pri Moskvi, 1490
- Tri cerkve Rostovskega kremlja, 1670 in 1680
- Borza (Provost Dungeon), Charleston, Južna Karolina, 1771
- Kovnica New Orleans, New Orleans, Louisiana, 1838
- Cerkev San Sebastián v Quiapu, Manila, Filipini.